# Калініченко Михайло Михайлович
Миха́йло Миха́йлович Калініче́нко (нар. 6 лютого 1957, с. Маслівка Миронівський район Київська область) — український журналіст і освітній діяч. Кандидат політичних наук. Заслужений журналіст України. Член Національної спілки журналістів України з 1998 року.

## Життєпис
Народився в селянській родині. Закінчив факультет фізичного виховання Черкаського державного педагогічного інституту (1983), Уманський сільськогосподарський інститут (1990) та Інститут журналістики Київського національного університету імені Тараса Шевченка (2003).
Протягом десяти років (1989—1998) працював на різних посадах у Черкаській обласній державній адміністрації. У 1998—2010 роках очолював Черкаську обласну державну телерадіокомпанію «Рось». Згодом був власним кореспондентом газети «Дзеркало тижня. Україна» по Черкаській і Полтавській областях, працював керівником представництва Всесвітньої служби «Українське телебачення і радіомовлення» в Центральній Україні (2010—2014), після чого знову був призначений на посаду генерального директора Черкаської ОДТРК «Рось» (згодом — виконавчого директора філії ПАТ «НСТУ» «Черкаська регіональна дирекція»). Після звільнення — генеральний директор ТОВ «Телерадіокомпанія „Ільдана“» (Черкаси).
Захистив дисертацію на здобуття наукового ступеня кандидата політичних наук (2006), спеціальність — теорія та історія політики. Протягом 10 років викладав політологію, культурологію та державне управління в Черкаському національному університеті імені Богдана Хмельницького. П'ять років був головою державної екзаменаційної комісії в Інституті журналістики Київського національного університету імені Тараса Шевченка.
З 2021 року — доцент кафедри філософських і політичних наук Черкаського державного технологічного університету.
Напрями наукових досліджень: політична філософія, журналістика, політологія. Автор статей у журналі наукових праць «Нова парадигма» (Київ), монографії «Влада громадянського суспільства» (Суми: Університетська книга, 2006). 

## Творчість
Творче об'єднання «Піраміда» при Черкаській ОДТРК, яке очолював М. Калініченко, створило понад 100 художньо-публіцистичних, науково-популярних та документальних фільмів.

Автор збірок поезії «Праведності ген» (Канів: Склянка часу / Zeitglas verlag, 2010), «Оголений нерв» (К.: Інтерсервіс, 2013), «Узурпатор, або Майдан на крові» (Черкаси: Чабаненко Ю. А., 2014), «Виображення» (Черкаси: Чабаненко Ю. А., 2017).

## Громадська діяльність
Був головним редактором (на громадських засадах) громадсько-політичного і культурно-мистецького часопису «Спільна справа» (Черкаси), членом координаційної ради Черкаської облдержадміністрації з питань внутрішньої політики. Член оргкомітетів з організації та проведення Всеукраїнського фестивалю телевізійних і радіопрограм «Кобзар єднає Україну» (Черкаси, 2015—2017). Один з активістів ВБФ «Журналістська ініціатива». Член ГО «Центр соціальних комунікацій» (з 2016).

## Нагороди, відзнаки
- Орден «За заслуги» II ступеня (2016).[4]
- Орден «За заслуги» III ступеня (2004).
- Почесне звання «Заслужений журналіст України» (2007)[5].
- Почесна грамота Кабінету Міністрів України (2001)[6].
- Почесна грамота Верховної Ради України (2009).
- Грамота Верховної Ради України (2004).
- Нагрудний знак «Відмінник освіти України» (2007).
- Лауреат літературно-мистецької премії імені Михайла Старицького (за фільм «По кому подзвін»).
- Церковні нагороди: ордени Преподобного Нестора Літописця I, II, III ступенів, орден Архістратига Михаїла.

Має відзнаки Міністерства оборони України, Міністерства інформаційної політики України, Національної ради України з питань телебачення і радіомовлення, Державного комітету телебачення і радіомовлення України (відзнака «За заслуги в розвитку інформаційної сфери»), Національної спілки журналістів України, Черкаської обласної державної адміністрації та обласної ради.